# Litsea gilgiana
Litsea gilgiana är en lagerväxtart som beskrevs av Teschn.. Litsea gilgiana ingår i släktet Litsea och familjen lagerväxter. Inga underarter finns listade i Catalogue of Life.